# ميسترال (حاملة مروحيات)
ميسترال (Mistral) هي فئة من خمس سفن هجومية برمائية، تُعرف أيضًا باسم حاملة طائرات الهليكوبتر (المروحية) التابعة للبحرية الفرنسية. يشار إليها باسم «سفن الإنزال والقيادة»، أي سفينة من فئة ميسترال قادرة على نقل ونشر 16 طائرة طراز NH90 أو طائرات تايغر (نمر) الهجومية، وأربعة سفن انزال، حتى 70 مركبة بما في ذلك 13 دبابة Leclerc، أو 40 دبابة بمفردها، و450 جنديا. والسفن مجهزة بمستشفى يضم 69 سريرا، وهي قادرة على العمل كجزء من قوة استجابة تابعة لحلف شمال الاطلسي، أو مع قوات حفظ السلام التابعة للامم المتحدة أو الاتحاد الأوروبي.
وهناك ثلاث سفن من هذه الفئة تعمل في البحرية الفرنسية: ميستيرال L9013، وتونير L9014، وديكسمودي L9015. وفي 24 ديسمبر/كانون الأول 2010، أعلن الرئيس الفرنسي نيكولا ساركوزي عن صفقة لسفينتين للبحرية الروسية، ووقع عليها في 25 يناير/كانون الثاني 2011. وفي سبتمبر/أيلول 2014، أعلن الرئيس الفرنسي فرانسوا هولاند تأجيل تسليم أول سفينة حربية، فلاديفوستوك L1010، بسبب الأزمة الروسية الأوكرانية. في 5 أغسطس/آب 2015، أعلن الرئيس أولاند والرئيس الروسي فلاديمير بوتين أن فرنسا ستعيد المدفوعات وتحافظ على هاتين السفينتين؛ وقد بيعت السفينتان فيما بعد إلى مصر.

## الميزات والإمكانيات
استنادًا إلى حمولة الإزاحة، تعد Mistral و Tonnerre أكبر السفن في البحرية الفرنسية بعد حاملة الطائرات التي تعمل بالطاقة النووية شارل ديغول ، بنفس الارتفاع تقريبًا فوق الماء.

### الطيران
تبلغ مساحة سطح الطائرة لكل سفينة حوالي 6400 متر مربع (69000 قدم مربع). يحتوي السطح على ستة مواقع لهبوط طائرات الهليكوبتر، أحدها قادر على دعم طائرة هليكوبتر تزن 33 طناً. يمكن أن تستوعب حظيرة الطائرات التي تبلغ مساحتها 1800 متر مربع (19000 قدم مربع) 16 طائرة هليكوبتر، وتشمل منطقة صيانة مع رافعة علوية. للمساعدة في الإطلاق والاستعادة، يتم استخدام رادار الهبوط DRBN-38A Decca Bridgemaster E250 ونظام الهبوط البصري.
ترتبط طوابق الطيران وحظائر الطائرات برافعتين للطائرات، كل منهما قادر على رفع 13 طنًا. يقع المصعد الرئيسي الذي تبلغ مساحته 225 مترًا مربعًا (2420 قدمًا مربعًا) بالقرب من مؤخرة السفينة، على خط الوسط، وهو كبير بما يكفي لنقل المروحيات مع دواراتها في تكوين الرحلة. يقع المصعد الإضافي الذي تبلغ مساحته 120 مترًا مربعًا (1300 قدمًا مربعًا) في الجزء الخلفي من البنية الفوقية للجزيرة.
كل مروحية يديرها الجيش الفرنسي قادرة على الطيران من هذه السفن. في 8 فبراير 2005، هبطت طائرة Westland Lynx من البحرية و Cougar على ميسترال . تم الهبوط الأول لطائرة NH90 في 9 مارس 2006. نصف المجموعة الجوية من BPCs ستتكون من NH-90s ، النصف الآخر يتكون من مروحيات هجومية من طراز Tigre . في 19 أبريل 2007، هبطت طائرات هليكوبتر من طراز Puma و Écureuil و Panther على Tonnerre . في 10 مايو 2007، هبطت طائرة MH-53E Sea Dragon التابعة للبحرية الأمريكية على موقع مروحيتها المعززة قبالة محطة نورفولك البحرية الأمريكية.
ووفقا ل ميسترال ' أول قائد الصورة، Capitaine دي vaisseau أن جيل Humeau، وحجم الطائرة وحظيرة الطوابق ستمكن العمليات تصل إلى ثلاثين المروحيات.
تقترب قدرات طيران ميسترال من قدرات السفن الهجومية البرمائية من فئة دبور ، بحوالي 40٪ من التكلفة ومتطلبات طاقم السفينة الأمريكية.

### النقل البرمائي
يمكن أن تستوعب السفن من طراز ميسترال ما يصل إلى 450 جنديًا، على الرغم من أنه يمكن مضاعفة ذلك في عمليات النشر قصيرة المدى. يمكن أن تحمل حظيرة المركبات التي تبلغ مساحتها 2650 مترًا مربعًا (28500 قدمًا مربعة) كتيبة دبابات Leclerc قوامها 40 فردًا، أو 13 دبابة Leclerc تابعة لشركة الدبابات و 46 مركبة أخرى. وبالمقارنة، يمكن لسفن فودري -كلاس حمل ما يصل إلى 100 مركبة، بما في ذلك 22 دبابة AMX-30، في سطح أصغر بمساحة 1000 متر مربع (11000 قدم مربع).
يمكن أن يستوعب سطح البئر الذي تبلغ مساحته 885 مترًا مربعًا (9530 قدمًا مربعًا) أربع سفن إنزال. السفن قادرة على تشغيل اثنين LCAC الحوامات، وعلى الرغم من أن البحرية الفرنسية يبدو أن ليس لديهم نية شراء أي LCACS،  هذه القدرة يحسن من قدرة الطبقة للتعامل مع قوات مشاة البحرية الأمريكية والقوات البحرية الملكية البريطانية. بدلا من ذلك DGA أمر ثمانية 59 طن مصممة الفرنسية- EDA-R قارب.

### القيادة والاتصالات
يمكن استخدام سفن ميسترال كسفن قيادة وتحكم، مع مركز قيادة بمساحة 850 مترًا مربعًا (9100 قدمًا مربعة) يمكنه استضافة ما يصل إلى 150 فردًا. المعلومات المستمدة من مستشعرات السفينة مركزية في نظام SENIT (Système d'Exploitation Navale des Information Tactiques ، "System for Naval Usage of Tactical Information")،  مشتق من نظام البيانات التكتيكية للبحرية الأمريكية (NTDS). ساهمت المشاكل في تطوير مراجعة SENIT 9 في التأخير لمدة عام واحد في تسليم السفينتين. ويستند SENIT 9 حول تاليس "MRR3D-NG موضوع الرادار دور ثلاثي الأبعاد، والتي تعمل على نطاق C ، ويتضمن IFFقدرات. يمكن أيضًا ربط SENIT 9 بتنسيقات تبادل بيانات الناتو من خلال Link 11 و Link 16 و Link 22 .
بالنسبة للاتصالات، تستخدم سفن فئة ميسترال نظام الأقمار الصناعية SYRACUSE ، استنادًا إلى الأقمار الصناعية الفرنسية SYRACUSE 3-A و SYRACUSE 3-B والتي توفر 45٪ من الاتصالات الآمنة فائقة التردد لحلف الناتو. من 18 إلى 24 يونيو 2007، تم عقد مؤتمر فيديو آمن مرتين في اليوم بين تونير ، ثم الإبحار من البرازيل إلى جنوب إفريقيا، وكبار الزوار في معرض باريس الجوي.

### التسلح
اعتبارًا من عام 2008، كانت السفينتان من فئة ميسترال مسلحتين بقاذفتي سمباد لصواريخ ميسترال وأربعة رشاشات من طراز M2-HB Browning عيار 12.7 ملم.  كما تم تضمين مدفعين بريدا ماوزر 30 ملم / 70 في التصميم، على الرغم من عدم تركيبهما اعتبارًا من عام 2009.
أظهرت حوادث مثل الخسارة شبه الكاملة للسفينة الإسرائيلية الحربية INS  Hanit بسبب صاروخ مضاد للسفن أطلقه حزب الله خلال حرب لبنان عام 2006 ضعف السفن الحربية الحديثة أمام التهديدات غير المتكافئة، مع اعتبار السفن من فئة ميسترال غير مجهزة بشكل كافٍ. - الدفاع في مثل هذه الحالة.  وبالتالي، ميسترال و تونير لا يمكن نشرها في المياه معادية دون مرافقة السفن كافية. تتفاقم هذه المشكلة بسبب قلة عدد سفن الحراسة في البحرية الفرنسية؛ هناك فجوة مدتها خمس سنوات بين إيقاف تشغيل فرقاطات فئة سوفرينوتشغيل بدائلهم، فرقاطات Horizon و FREMM .
في أعقاب تجارب قادة البحرية الفرنسية خلال عملية باليست ، الانتشار الفرنسي لمساعدة المواطنين الأوروبيين في لبنان خلال حرب 2006، تم دعم مقترحات لتحسين قدرات الدفاع عن النفس لسفينتي ميسترال من قبل أحد رؤساء الأركان الفرنسيين، وهي قيد الدراسة النشطة اعتبارًا من عام 2008.  أحد الاقتراحات هو ترقية قاذفات Simbad اليدوية ذات الإطلاق المزدوج إلى قاذفات رباعية الأوتوماتيكية Tetral.
في ديسمبر 2014، منحت البحرية الفرنسية عقدًا لشركة Airbus لدراسة تكامل نظام إطلاق الصواريخ المتعددة (MLRS) مع Mistral s. هذه محاولة لزيادة قدرات دعم النيران البحرية للسفن، حيث تم تحديد المدافع الحالية 76 ملم و 100 ملم على أنها لا تمتلك نطاقًا وفتكة كافية للدور. MLRS في الخدمة مع الجيش الفرنسي، باستخدام صاروخ موجه GPS بمدى 70 كم (43 ميل) ورأس حربي شديد الانفجار 90 كجم (200 رطل).
في أواخر عام 2013، جهزت البحرية الفرنسية جميع السفن الثلاث من طراز ميسترال «بي بي سي» بمركبتي M134 Minigun لكل منهما؛ مخصصة للدفاع عن النفس عن كثب ضد التهديدات غير المتكافئة التي تواجهها أثناء عمليات مكافحة القرصنة، مثل الزوارق السريعة وقوارب الكاميكازي.
في أواخر عام 2011، اختارت البحرية الفرنسية محطة الأسلحة البعيدة NARWHAL20 (RWS) لتجهيز سفن ميسترال للدفاع عن النفس عن قرب. ستقوم شركة Nexter Systems بتسليم مدفعين NARWHAL20B لكل سفينة، في غرفة ذخيرة 20 × 139 ملم، مع مسدس واحد يغطي قوس الميناء والآخر يغطي المؤخرة اليمنى. كانت Dixmude أول السفن المجهزة بالمدافع في مارس 2016.

### المستشفى
كل سفينة تحمل دور الناتو 3 مرافق طبية، أي ما يعادل المستشفى الميداني لفرقة الجيش أو الفيلق العسكري، أو مستشفى المدينة التي يسكنها 25000 نسمة، مع طب الأسنان والتشخيصات والقدرات الجراحية والطبية المتخصصة، نظام التطبيب عن بعد القائم على سيراكوز يسمح بإجراء جراحة متخصصة معقدة.
المستشفى الذي تبلغ مساحته 900 متر مربع يوفر 20 غرفة و69 سريراً للعلاج في المستشفيات، 7 منها مناسبة للرعاية المركزة. وكالتان الجراحة يكملان غرفة الأشعة التي توفر التصوير الإشعاعي الرقمي والتصوير بالموجات فوق الصوتية، ويمكن تزويد هذا الجهاز بماسحة ضوئية محمولة للتصوير المقطعي بالكمبيوتر CT.
يتم الاحتفاظ بـ 50 سريراً مطعراً على الأدوية في الاحتياط ويمكن تركيبها في حظيرة مروحية لتمديد سعة المستشفى في حالة الطوارئ.

### الدفع

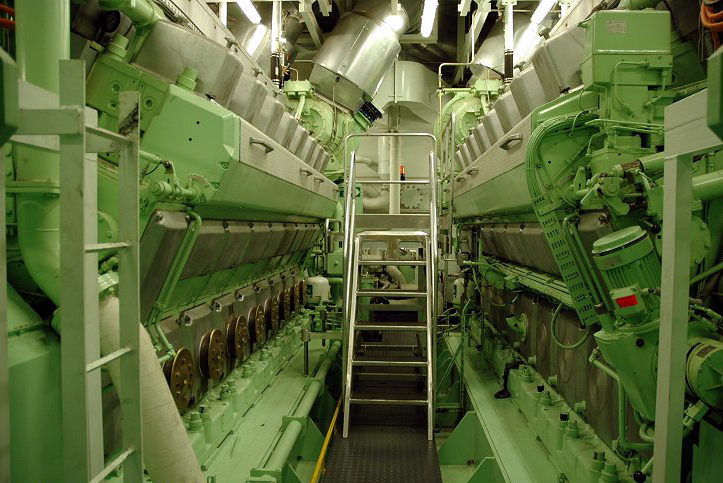
اثنان من مولدات التيار المتردد طراز Wärtsilä 16V32

فئة ميسترال هي أول السفن التابعة للبحرية الفرنسية التي تستخدم محركات الدفع المدمجة حرة الدوران azimuth thruster. ويتم تشغيلها بالكهرباء من خمسة مولدات تعمل بالديزل من نوع Wärtsilä 16V32 ذات 16 أسطوانة، ويمكن توجيهها بأي زاوية. توفر تقنية الدفع هذه للسفن قدرات هائلة على تقديم الارتعاش، فضلاً عن تحرير المساحة المخصصة عادة لأعمدة الوقود الدفعي.
ولا يزال من الواجب دراسة مدى موثوقية المحركات في الاستخدام العسكري دراسة صارمة، ولكن التكنولوجيا استخدمت على متن سفن في العديد من السفن، بما في ذلك سفينة الانزال والقيادة روتردام الهولندية، وغاليسيا الأسبانية، وكينغستون الكندية.

### الإقامة
سمحت المساحة التي اكتسبها استخدام محركات الدفع المدمجة حرة الدوران azimuth thruster، ببناء مناطق إقامة لا توجد فيها أنابيب أو آلات مرئية. تقع كبائن الطاقم على متن سفن من فئة ميسترال في الجزء الأمامي من السفينة، وهي مماثلة من حيث مستويات الراحة بالنسبة إلى كبائن المسافرين على متن السفن السياحية شانتير دي لاتلانتيك.
ولكل ضابط من الضباط الخمسة عشر مقصورة فردية. ويتقاسم كبار ضباط الصف كبائن مكونة من شخصين، بينما يستخدم أفراد الطاقم المبتدئون والجنود الذين شرعوا في ذلك كبائن مكونة من أربعة أو ستة أشخاص. ويقال إن الظروف في هذه المناطق السكنية أفضل مما هي عليه في معظم ثكنات الفيلق الفرنسي الأجنبي. وعندما قام مارك فيتزجيرالد نائب البحرية الأمريكية بتفتيش إحدى السفن من فئة ميسترال في مايو/أيار 2007، زعم أنه كان قد استخدم نفس منطقة الإقامة لاستضافة طاقم عمل ثلاثة أضعاف حجم مكمل ميسترال.

## السفن
| الكود            | الإسم           | تاريخ التسليم | تاريخ التشغيل  | التكليف          | الميناء    |
| ---------------- | --------------- | ------------- | -------------- | ---------------- | ---------- |
| البحرية الفرنسية |                 |               |                |                  |            |
| L9013            | ميستيرال        | 10 يوليو 2003 | 6 أكتوبر 2004  | فبراير 2006      | تولون      |
| L9014            | تونير           | 26 أغسطس 2003 | 26 July 2005   | ديسمبر 2006      | تولون      |
| L9015            | ديكسمودي        | 18 أبريل 2009 | 17 سبتمبر 2010 | 27 December 2012 | تولون      |
| البحرية المصرية  |                 |               |                |                  |            |
| L1010            | جمال عبد الناصر | 18 June 2013  | 20 نوفمبر 2014 | 2 يونيو 2016     | سفاجا      |
| L1020            | أنور السادات    | 1 فبراير 2012 | 15 أكتوبر 2013 | 16 سبتمبر 2016   | الإسكندرية |